# Glyptogona
Genre
Glyptogona est un genre d'araignées aranéomorphes de la famille des Araneidae.

## Distribution
Les espèces de ce genre se rencontrent dans le bassin méditerranéen et au Sri Lanka.

## Liste des espèces
Selon World Spider Catalog (version 23.0, 01/03/2022) :
- Glyptogona duriuscula Simon, 1895
- Glyptogona sextuberculata (Keyserling, 1863)

## Systématique et taxinomie
Ce genre a été décrit par Simon en 1885 dans les Epeiridae.

## Publication originale
- Simon, 1885 : « Études arachnologiques. 16e Mémoire. XXIII. Matériaux pour servir à la faune des arachnides de la Grèce. » Annales de la Société Entomologique de France, sér. 6, vol. 4, p. 305-356 (texte intégral).